# Dolní Tošanovice
Dolní Tošanovice (en polonais : Toszonowice Dolne ; en allemand : Nieder Toschonowitz) est une commune du district de Frýdek-Místek, dans la région de Moravie-Silésie, en République tchèque. Sa population s'élevait à 353 habitants en 2021.

## Géographie
Dolní Tošanovice se trouve à 9 km à l'est du centre de Frýdek-Místek, à 23 km au sud-est d'Ostrava et à 294 km à l'est-sud-est de Prague.
La commune est limitée par Dolní Domaslavice au nord, par Horní Tošanovice à l'est, par Dobratice au sud et par Vojkovice et Horní Domaslavice à l'ouest.

## Histoire
La première mention écrite du village date de 1305.

## Transports
Par la route, Dolní Tošanovice se trouve à 12 km de Frýdek-Místek, à 34 km d'Ostrava et à 364 km de Prague.